# Discographie d'Avenged Sevenfold
Voici la discographie d'Avenged Sevenfold, un groupe américain de metal d'origine d'Huntington Beach, en Californie. Ils ont obtenu le succès parmi le grand public avec City of Evil, qui a engendré des singles comme Beast and the Harlot et Bat Country. Le succès a suivi avec leur album éponyme, Avenged Sevenfold incluant des singles comme Almost Easy et Afterlife. Leur cinquième album, Nightmare, entre numéro un sur les chartes Billboard 200.
Deux albums hommages à Avenged Sevenfold ont été commercialisés en 2007 : Strung Out on Avenged Sevenfold: Bat Wings and Broken Strings et Strung Out on Avenged Sevenfold: The String Tribute.

## Albums studio
| Années | Détails sur l'album                                                                   | Classements | Classements | Classements | Classements | Classements | Classements | Classements | Classements | Classements | Classements | Classements | Certifications                        |
| Années | Détails sur l'album                                                                   | É-U.        | AUS         | FIN         | GER         | IRL         | JPN         | MEX         | NOR         | NZ          | SWE         | R-U.        | Certifications                        |
| ------ | ------------------------------------------------------------------------------------- | ----------- | ----------- | ----------- | ----------- | ----------- | ----------- | ----------- | ----------- | ----------- | ----------- | ----------- | ------------------------------------- |
| 2001   | Sounding the Seventh Trumpet - Sortie : 24 juillet 2001 - Label : Hopeless Records    | —           | —           | —           | —           | —           | —           | —           | —           | —           | —           | —           |                                       |
| 2003   | Waking the Fallen - Date de sortie : 26 août 2003 - Label : Hopeless Records          | 116         | —           | —           | —           | —           | —           | —           | —           | —           | —           | —           | - É-U. : or - CAN : or - R-U : argent |
| 2005   | City of Evil - Date de sortie : 6 juin 2005 - Label : Warner Bros. Records            | 30          | —           | —           | —           | —           | 16          | —           | —           | —           | —           | 63          | - US : platine - CAN : or - R-U : or  |
| 2007   | Avenged Sevenfold - Date de sortie : 30 octobre 2007 - Label : Warner Bros. Records   | 4           | 37          | —           | —           | 41          | 12          | —           | —           | —           | —           | 24          | - É-U. : or                           |
| 2010   | Nightmare - Date de sortie : 27 juillet 2010 - Label : Warner Bros. Records           | 1           | 9           | 1           | 36          | 9           | 12          | 35          | 14          | 2           | 9           | 5           | - É-U. : or - CAN : or - R-U : or     |
| 2013   | Hail to the King - Date de sortie : 27 août 2013 - Label : Warner Bros. Records       |             |             |             |             |             |             |             |             |             |             |             |                                       |
| 2016   | The Stage - Date de sortie : 28 octobre 2016 - Label : Capitol Records                |             |             |             |             |             |             |             |             |             |             |             |                                       |
| 2020   | Diamond in the Rough - Date de sortie : 6 février 2020 - Label : Warner Bros. Records |             |             |             |             |             |             |             |             |             |             |             |                                       |
| 2023   | Life Is but a Dream... - Date de sortie : 2 juin 2023 - Label : Warner Bros. Records  |             |             |             |             |             |             |             |             |             |             |             |                                       |

## Vidéos
| Année | Détails de l'album                                                                                          | Classements | Classements | Classements | Classements | Classements | Certifications |
| Année | Détails de l'album                                                                                          | É-U.        | CAN         | IRL         | N-Z         | R-U.        | Certifications |
| ----- | --- | ----------- | ----------- | ----------- | ----------- | ----------- | -------------- |
| 2007  | All Excess - Date de sortie : 17 juillet 2007 - Label : Warner Bros. Records                                | —           | —           | —           | —           | —           |                |
| 2008  | Live in the LBC & Diamonds in the Rough - Date de sortie : 16 septembre 2008 - Label : Warner Bros. Records | 24          | 26          | 54          | 29          | 42          | - US: platine  |

## EPs
| Année | Détails de l'album                                                                       |
| ----- | ---------------------------------------------------------------------------------------- |
| 2001  | Warmness on the Soul - Date de sortie : 8 août 2001 - Label : Good Life Recordings       |
| 2010  | Welcome to the Family - Date de sortie : 21 décembre 2010 - Label : Warner Bros. Records |
| 2018  | Black Reign                                                                              |

## Singles
| Année | Single                    | Classements | Classements | Classements | Classements | Classements | Classements | Certifications | Album                        |
| Année | Single                    | É-U.        | É-U. Main.  | É-U. Alt.   | CAN         | CAN Rock    | R-U ,       | Certifications | Album                        |
| ----- | ------------------------- | ----------- | ----------- | ----------- | ----------- | ----------- | ----------- | -------------- | ---------------------------- |
| 2001  | Warmness on the Soul      | —           | —           | —           | —           | ×           | —           |                | Sounding the Seventh Trumpet |
| 2003  | Second Heartbeat          | —           | —           | —           | —           | ×           | —           |                | Waking the Fallen            |
| 2004  | Unholy Confessions        | —           | —           | —           | —           | ×           | —           |                | Waking the Fallen            |
| 2005  | Burn It Down              | —           | —           | —           | —           | ×           | 92          |                | City of Evil                 |
| 2005  | Bat Country               | 60          | 2           | 6           | —           | ×           | 84          | - É-U. : or    | City of Evil                 |
| 2006  | Beast and the Harlot      | —           | 19          | 40          | —           | ×           | 47          |                | City of Evil                 |
| 2006  | Seize the Day             | —           | 17          | —           | —           | ×           | —           |                | City of Evil                 |
| 2007  | Walk                      | —           | —           | —           | —           | ×           | —           |                | All Excess                   |
| 2007  | Critical Acclaim          | —           | —           | —           | —           | ×           | —           |                | Avenged Sevenfold            |
| 2007  | Almost Easy [A]           | 106         | 3           | 6           | —           | ×           | 67          |                | Avenged Sevenfold            |
| 2008  | Afterlife                 | —           | 11          | 20          | —           | ×           | 197         |                | Avenged Sevenfold            |
| 2008  | Crossroads                | —           | —           | —           | —           | ×           | —           |                | Diamonds in the Rough        |
| 2008  | Dear God                  | —           | —           | —           | —           | ×           | —           |                | Avenged Sevenfold            |
| 2008  | Scream                    | —           | 9           | 26          | —           | ×           | —           |                | Avenged Sevenfold            |
| 2010  | Nightmare                 | 51          | 2           | 12          | 48          | ×           | 65          | - É-U : or     | Nightmare                    |
| 2010  | Lost It All [B]           | —           | —           | —           | —           | ×           | 165         |                | Nightmare                    |
| 2010  | Welcome to the Family [A] | 110         | 2           | 15          | —           | 32          | —           |                | Nightmare                    |
| 2011  | So Far Away               | —           | 1           | 15          | 73          | 25          | —           |                | Nightmare                    |
| 2011  | Not Ready to Die          | 70          | —           | —           | 73          | —           | 126         |                | Call of the Dead             |
| 2011  | Buried Alive              | —           | 2           | 26          | —           | 35          | —           |                | Nightmare                    |
| 2012  | Carry On                  | —           | 2           | —           | —           | —           | —           |                | Call of Duty: Black Ops II   |

Notes
- A.[24] Almost Easy et Welcome to the Family a culminé à l'extérieur des chartes États-Unis, donc ils sont répertoriés sur le Bubbling Under Hot 100 chart.
- B.[25] Lost It All n'a pas été publié comme single, il a été cartographié due aux téléchargements numériques.

## Clips vidéo
| Année | Titre                               | Réalisateur             |
| ----- | ----------------------------------- | ----------------------- |
| 2001  | Warmness on the Soul                | Broken Robot & Militont |
| 2004  | Unholy Confessions (première vidéo) | Greg Kaplan             |
| 2004  | Unholy Confessions (seconde vidéo)  | Greg Kaplan             |
| 2005  | Burn It Down (live)                 | Splinter Films UK       |
| 2005  | Bat Country                         | Marc Klasfeld           |
| 2006  | Beast and the Harlot                | Tony Petrossian         |
| 2006  | Seize the Day                       | Wayne Isham             |
| 2007  | Almost Easy                         | P.R. Brown              |
| 2007  | A Little Piece of Heaven            | Rafa Alcantara          |
| 2008  | Afterlife                           | Wayne Isham             |
| 2008  | Dear God                            | Rafa Alcantara          |
| 2010  | Nightmare                           | Wayne Isham             |
| 2011  | So Far Away                         | Wayne Isham             |
| 2012  | Carry On                            | Treyarch                |

## Musiques de film
| Date | Titre                                                                  | Label                              | Chansons |
| ---- | ---------------------------------------------------------------------- | ---------------------------------- | --- |
| 2002 | Hopelessly Devoted to You Vol. 4                                       | Hopeless Records / Subcity Records | Second Heartbeat (2002) et Darkness Surrounding |
| 2002 | Plea for Peace/Take Action! Vol. 2                                     | Subcity Records                    | Turn the Other Way |
| 2003 | Take Action! Vol. 3                                                    | Subcity Records                    | Chapter Four |
| 2003 | Warped Tour 2003 Tour Compilation                                      | SideOneDummy Records               | Darkness Surrounding |
| 2003 | Metal=Life CD/DVD                                                      | Subcity Records                    | Unholy Confessions et vidéo |
| 2003 | Operation: Punk Rock Freedom                                           | Hopeless Records / Subcity Records | Chapter Four, Darkness Surrounding |
| 2004 | MTV2 Headbangers Ball, Vol. 2                                          | Roadrunner Records                 | Unholy Confessions |
| 2005 | Hopelessly Devoted to You Vol. 5                                       | Hopeless Records / Subcity Records | Chapter Four, Eternal Rest (live) (incluant le vidéoclip Unholy Confessions sur Enhanced CD)                                                                            |
| 2005 | Masters of Horror Soundtrack                                           | Immortal Records                   | Beast and the Harlot (live) |
| 2006 | MTV2 Headbangers Ball: The Revenge                                     | Roadrunner Records                 | Burn It Down |
| 2006 | High Voltage!: A Brief History of Rock                                 | Inconnu                            | Walk (Pantera) |
| 2006 | Hopelessly Devoted to You Vol. 6                                       | Hopeless Records / Subcity Records | Darkness Surrounding et Unholy Confessions (incluant le vidéoclip Unholy Confessions et la vidéo de We Come Out at Night en live au Warped Tour en 2003 sur format DVD) |
| 2006 | Kerrang! - Kerrang! Awards 2006                                        | Inconnu                            | Beast and the Harlot |
| 2006 | Saw III                                                                | Warner Bros. Records               | Burn It Down |
| 2007 | Saw IV                                                                 | Warner Bros. Records               | Eternal Rest |
| 2008 | Kerrang! - Maiden Heaven: A Tribute to Iron Maiden                     | Inconnu                            | "Flash of the Blade" (Iron Maiden cover) |
| 2008 | Kerrang! - The Album '08                                               | Inconnu                            | Afterlife |
| 2009 | Warner Bros. Records - Covered, A Revolution in Sound                  | Warner Bros. Records               | Paranoid (Black Sabbath) |
| 2009 | Warner Bros. Records - Transformers: Revenge of the Fallen – The Album | Warner Bros. Records               | Almost Easy |
| 2009 | Hopeless Records: 15 Year Anniversary (Limited Édition)                | Hopeless Records                   | Unholy Confessions |

## Dans les jeux vidéo
| Année                   | Chanson                         | Jeu                           |
| ----------------------- | ------------------------------- | ----------------------------- |
| 2003                    | "Chapter Four"                  | Madden NFL 2004               |
| 2003                    | "Chapter Four"                  | Nascar Thunder 2004           |
| 2003                    | "Chapter Four"                  | NHL 2004                      |
| 2005                    | "Bat Country"                   | Madden NFL 06                 |
| 2005                    | "Bat Country"                   | NHL 06                        |
| 2005                    | "Bat Country"                   | SSX on Tour                   |
| 2005                    | Blinded in Chains               | Need for Speed: Most Wanted   |
| 2006                    | "Beast and the Harlot"          | Guitar Hero II                |
| 2007                    | Almost Easy                     | Need for Speed: ProStreet     |
| 2007                    | Almost Easy                     | Guitar Hero 3 (as DLC)        |
| 2008                    | "Afterlife"                     | NHL 09                        |
| 2008                    | "Almost Easy"                   | Rock Band 2                   |
| 2008                    | "Critical Acclaim"              | Rock Band 2 (en DLC)          |
| 2008                    | "Afterlife"                     | Rock Band 2 (en DLC)          |
| 2008                    | "Bat Country"                   | Saints Row 2                  |
| 2009                    | "Beast and the Harlot"          | Guitar Hero: Smash Hits       |
| 2009                    | "Bat Country"                   | Rock Band 2 (en DLC)          |
| 2010                    | "Bat Country"                   | Guitar Hero: Warriors of Rock |
| 2010                    | "Afterlife"                     | Guitar Hero 5 (en DLC)        |
| 2010                    | "Almost Easy"                   | Guitar Hero 5 (en DLC)        |
| 2010                    | "Scream"                        | Guitar Hero 5 (en DLC)        |
| 2010                    | "Seize the Day"                 | Rock Band 2 (en DLC)          |
| 2010                    | "Scream"                        | Rock Band 2 (en DLC)          |
| 2010                    | "Nightmare"                     | Rock Band 2 (en DLC)          |
| 2010                    | "Beast and the Harlot"          | Rock Band 3                   |
| 2010                    | "Nightmare"                     | EA Sports MMA                 |
| 2011                    |                                 |                               |
| "Not Ready to Die"      | Call of Duty: Black Ops         |                               |
| "Nightmare"             | Call of Duty: Black Ops         |                               |
| "Unholy Confessions"    | Rock Band 3 (en DLC)            |                               |
| "Welcome to the Family" | Rock Band 3 (en DLC)            |                               |
| 2012                    |                                 |                               |
| "Natural Born Killer"   | Twisted Metal (jeu vidéo, 2012) |                               |
| "So Far Away"           | Rock Band Blitz                 |                               |
| "Carry On"              | Call of Duty: Black Ops II      |                               |

## Certifications

### Albums

#### Waking the Fallen
|                        | Certification RIAA | Certification CRIA | Certification SNEP |
| ---------------------- | ------------------ | ------------------ | ------------------ |
| Première certification | Or                 | Aucune             | Inconnue           |
| Seconde certification  | Aucune             | Aucune             | Inconnue           |

#### City of Evil
|                        | Certification RIAA | Certification CRIA | Certification SNEP |
| ---------------------- | ------------------ | ------------------ | ------------------ |
| Première certification | Or                 | Or                 | Inconnue           |
| Seconde certification  | Platine            | Aucun              | Inconnue           |

#### Avenged Sevenfold
|                        | Certification RIAA | Certification CRIA | Certification SNEP |
| ---------------------- | ------------------ | ------------------ | ------------------ |
| Première certification | Or                 | Aucune             | Inconnue           |
| Seconde certification  | Aucune             | Aucune             | Inconnue           |

#### Nightmare
|                        | Certification RIAA | Certification CRIA | Certification SNEP |
| ---------------------- | ------------------ | ------------------ | ------------------ |
| Première certification | Inconnue           | Or                 | Inconnue           |
| Seconde certification  | Inconnue           | Aucune             | Inconnue           |

### DVD

#### Live in the LBC & Diamonds in the Rough
|                        | Certification RIAA | Certification CRIA | Certification SNEP |
| ---------------------- | ------------------ | ------------------ | ------------------ |
| Première certification | Or                 | Aucune             | Inconnue           |
| Seconde certification  | Platine            | Aucune             | Inconnue           |

### Singles

#### Bat Country
|                        | Certification RIAA | Certification CRIA | Certification SNEP |
| ---------------------- | ------------------ | ------------------ | ------------------ |
| Première certification | Or                 | Aucune             | Inconnue           |
| Seconde certification  | Platine            | Aucune             | Inconnue           |